# Таможенный склад

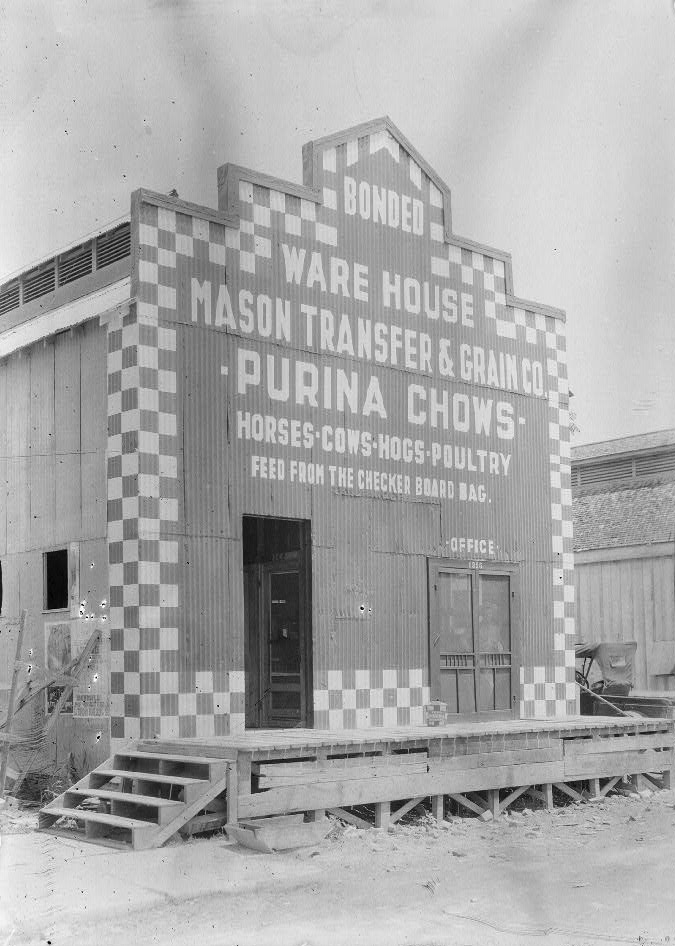
Таможенный склад на южной границе Техаса, 1900—1920 гг

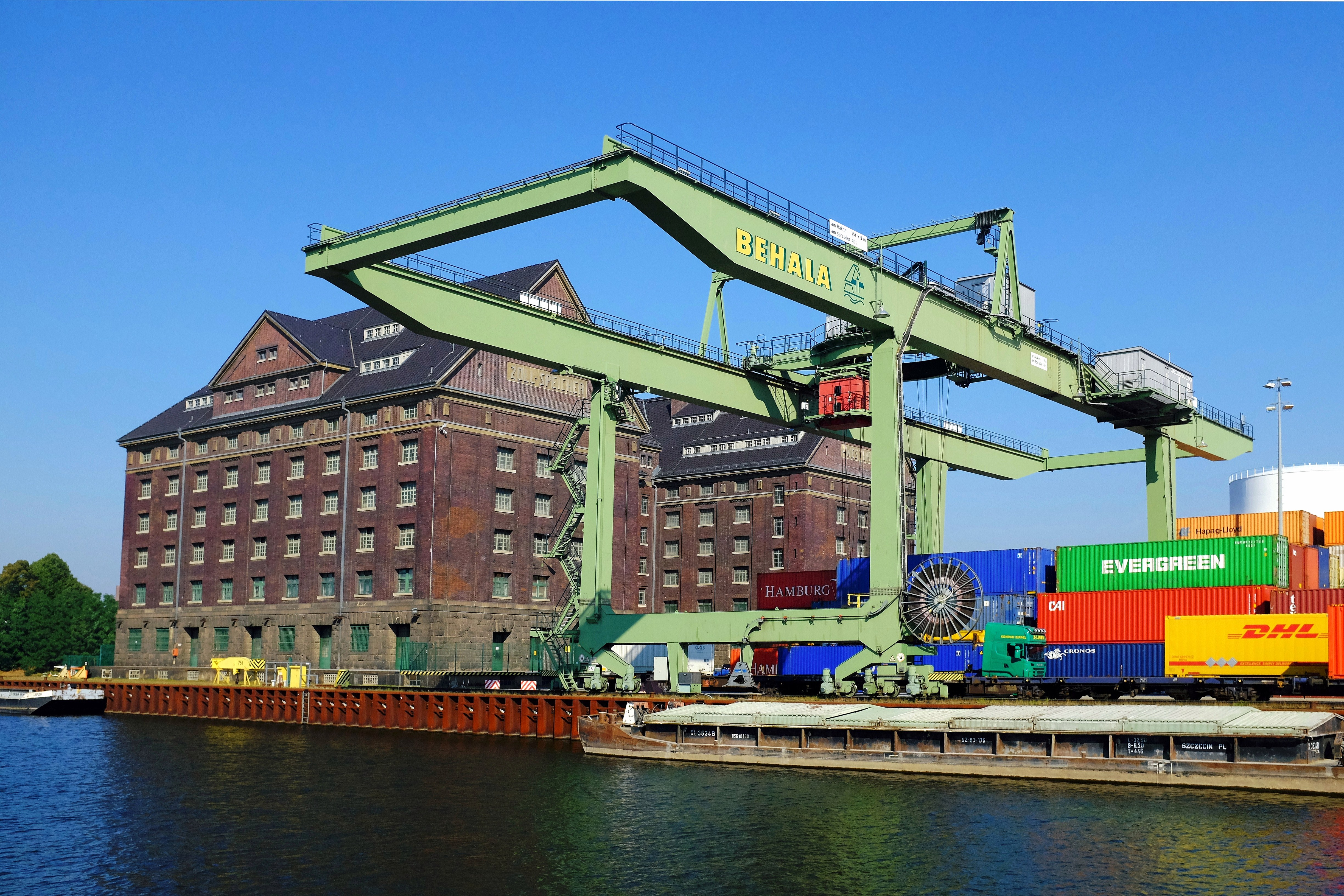
Современный таможенный склад в Берлине

Таможенный склад имеет важное значение для таможенного дела, как одна из таможенных процедур, по которой определяется порядок перемещения товаров через границу и особенности их дальнейшего использования
Таможенный склад имеет два значения:
1. Таможенная процедура, при которой ввезенные на таможенную территорию ЕАЭС товары хранятся под таможенным контролем без уплаты таможенных пошлин.[2][3]
2. Специально обустроенное помещение или территория, где действует специальная таможенная процедура таможенного склада. Предназначен для временного хранения экспортных или импортных товаров. Товары, помещённые под процедуру таможенного склада, не облагаются таможенными пошлинами и к ним не применяются меры экономической политики[4].

Требования по расположению, обустройству и оборудованию таможенных складов, а также порядок их учреждения и функционирования определяются национальным законодательством. В Российской Федерации таможенный склад учреждается российским лицом при наличии лицензии на учреждение таможенного склада, либо таможенным органом РФ.
Различают:
- таможенные склады открытого типа, доступные для использования любыми лицами;
- таможенные склады закрытого типа, предназначенные для хранения товаров определенных лиц.

Отношения владельца таможенного склада с лицами, помещающими товары на хранение на таможенный склад, строятся на договорной основе. Отказ владельца таможенного склада открытого типа от заключения договора при наличии возможности осуществить хранение товаров не допускается
Таможенный склад является зоной таможенного контроля.